# فرودگاه اسپرینگ پوینت
فرودگاه اسپرینگ پوینت (به انگلیسی: Spring Point Airport) یک فرودگاه همگانی با کد یاتا AXP است که یک باند فرود آسفالت دارد و طول باند آن ۱۵۲۴ متر است. این فرودگاه در کشور باهاما قرار دارد .

## شرکت‌های هواپیمایی و مقصدهای پروازی
| شرکت‌های هواپیمایی | مقصدهای پروازی |
| ----------------- | -------------- |
| پیناپل ایر        | لیندن پیندلینگ |